# 加茂港
加茂港（かもこう）は、山形県鶴岡市にある地方港湾である。

## 概要
加茂港は山形県鶴岡市の北西部にあり、天然の良港として発展した。
江戸時代、酒井家が庄内藩に入部以降、加茂は年貢が大幅に減免された。商港加茂に対する保護育成政策のあらわれと見られる。西廻り航路の整備以降、加茂港は酒田に向かう北前船の「かかり潤」として荒い波風を避ける寄港地となり、船問屋が数多くでき、おおいに繁栄した。船問屋には廻船問屋と付船問屋の二つがあり、それぞれ十数軒ずつあった。
また、加茂港は、庄内藩士の精神修養の場として海釣りが盛んに行われ、魚拓発祥の地といわれる。
明治時代になると、酒田港から新潟港に向かう蒸気船が寄港し、商港として鶴岡の玄関口となる。
大正時代、羽越本線の開通により加茂港は商港から漁港へと姿を変えていく。
加茂港における北洋漁業の先駆者は加茂の尾形六郎兵衛である。まずは根室沖や国後島沖のサケ・マス、ニシンなどの漁場を開拓、日露戦争後は、樺太の漁業権を得て、サケ・マスの好漁場を確保した。また、日本人初のカムチャッカ漁場経営者にもなった。尾形六郎兵衛は「自ら資本主となり、自ら船首となり、自ら漁業主となり、有する所の船舶三隻常に加茂、樺太間を航して、事業の中心」と述べている。北洋漁業は、1976（昭和51）年以降の排他的経済水域の拡大により衰退する。
現在の加茂は、長屋作りの昔ながらの風情ある街並みが残され、港を取り囲む多くの寺社に残る寄進物に、往時の繁栄を偲ぶことが出来る。
2019（令和元）年5月20日には文化庁より「北前船寄港地」として加茂は日本遺産に追加認定されている。
現在、加茂港には、山形県水産試験場、山形県唯一の水産高等学校である山形県立加茂水産高等学校があり、さらにその横には山形県唯一の水族館で、世界最大のクラゲ展示施設である鶴岡市立加茂水族館がある。また、加茂レインボービーチという人工の海水浴場があり、海水浴や磯釣りの場として利用されている。
加茂港は、山形県水産試験場保有の漁業試験調査船最上丸、山形県立加茂水産高等学校の実習船5代目鳥海丸の係留港となっており、最大の埠頭である浜町埠頭(700トン級)に停泊している姿が良く見られる。
2015年度の発着数は82隻（10,596総トン）、利用客数は43人（乗込人員16人、上陸人員27人）である。